# Filmografie van Georges Méliès

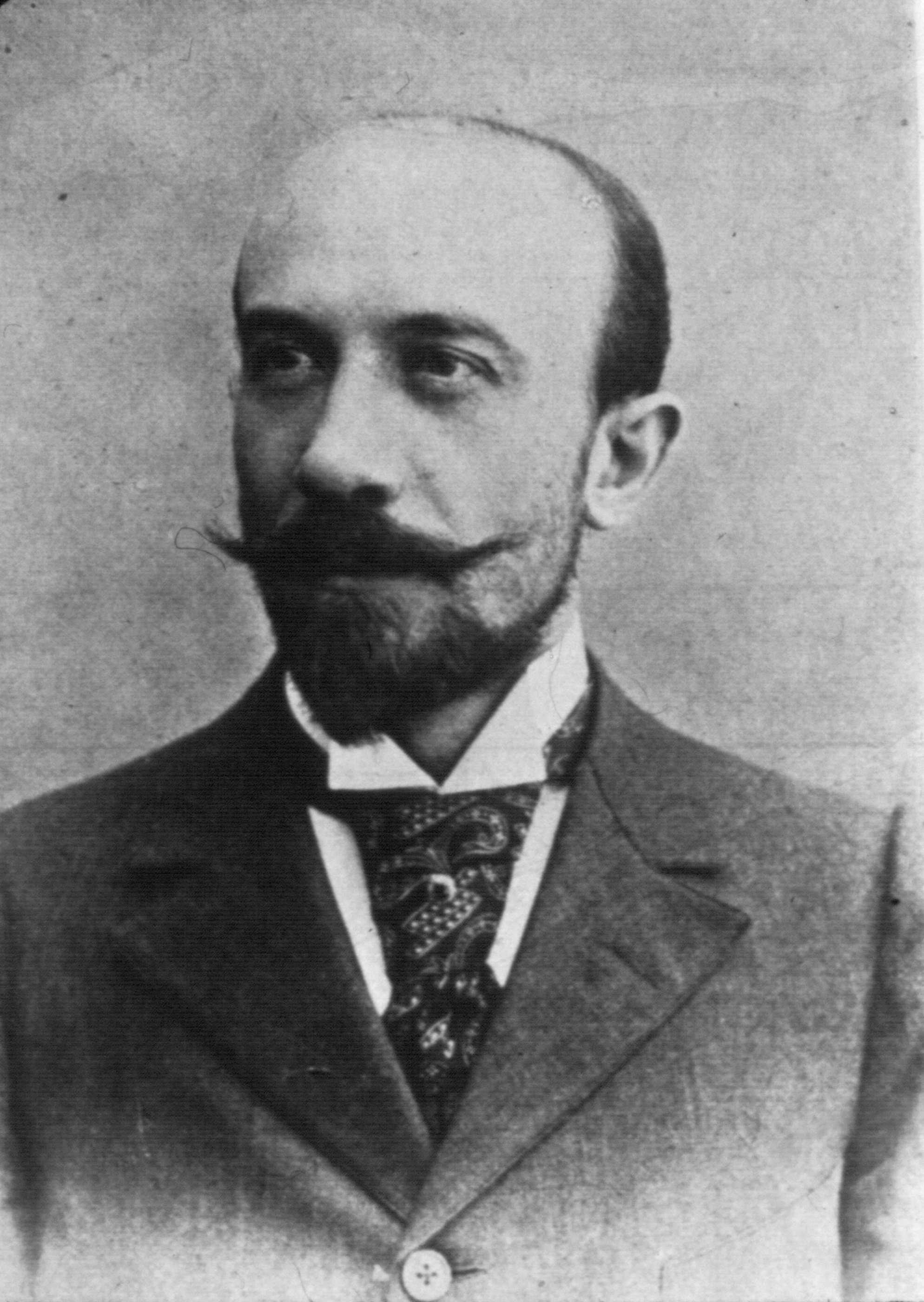
Georges Méliès tijdens de jaren 1890

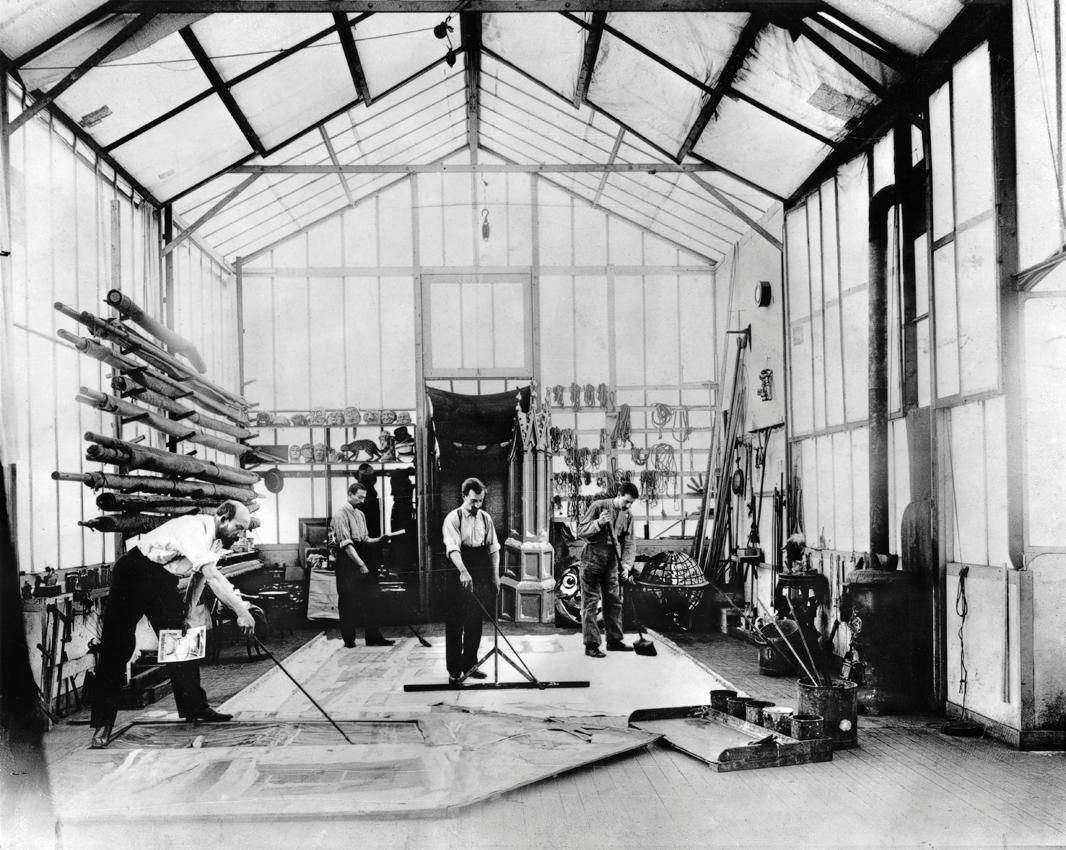
De filmstudio te Montreuil

Dit is een overzicht van de films van de Franse regisseur en producer Georges Méliès, die actief was van 1896 tot 1913. Het eerste jaar onder de naam Théâtre Robert-Houdin en vanaf 1897 onder naam van zijn eigen opgerichte filmproductiemaatschappij Star Film.

## 1896
- Une partie de cartes (eerste film van Méliès)
- Arrivée d'un train gare de Vincennes (verloren)
- L'Arroseur (verloren)
- Batteuse à vapeur (verloren)
- Bébé et Fillettes (verloren)
- Le Bivouac (verloren)
- Les Blanchisseuses (verloren)
- Bois de Boulogne (verloren)
- Boulevard des Italiens (verloren)
- Campement de bohémiens (verloren)
- Le cauchemar
- Danse serpentine (verloren)
- Défense d'afficher
- Départ des automobiles (verloren)
- Départ des officiers (verloren)
- Effets de mer sur les rochers (verloren)
- Enfants jouant sur la plage (verloren)
- Escamotage d'une dame au théâtre Robert-Houdin
- Le Manoir du diable
- Place de la Concorde (verloren)
- Une nuit terrible
- La voiture du potier (verloren)
- Cortège du tsar allant à Versailles (verloren)
- Cortège du tsar au bois de Boulogne (verloren)
- Barque sortant du port de Trouville (verloren)
- Bateau-mouche sur la Seine (verloren)
- Les chevaux de bois (verloren)
- Le chiffonnier (verloren)
- Le couronnement de la rosière (verloren)
- Le déchargement de bateaux (verloren)
- Dessinateur : Chamberlain (verloren)
- Dessinateur express (verloren)
- Dessinateur : Reine Victoria (verloren)
- Dessinateur : Von Bismarck (verloren)
- Dix chapeaux en 60 secondes (verloren)

## 1897
- Après le bal
- L'Auberge ensorcelée
- Entre Calais et Douvres
- La prise de Tournavos
- Combat naval en Grèce
- Bombardement d'une maison
- Sur les toits
- L'Hallucination de l'alchimiste
- Faust et Marguerite

## 1898
- Le damnation de Faust
- Guerre de Cuba et l'explosion du Maine à La Havane
- Guillaume Tell et le clown
- Illusions fantasmagoriques
- La lune à un mètre
- Le magicien
- Panorama pris d'un train en marche
- La tentation de saint Antoine
- Un homme de têtes
- La caverne maudite
- Les rayons X

## 1899
- L'Affaire Dreyfus
- Cendrillon
- Cléopâtre
- La colonne de feu
- Le Diable au couvent
- L'Impressionniste fin de siècle
- Le portrait mystérieux

## 1900
- L'Artiste et le mannequin
- Avenue des Champs-Élysées et le Petit Palais
- Coppelia : La poupée animée
- Le déshabillage impossible
- Les deux aveugles
- L'Exposition de 1900
- Farce de marmiton
- Fatale méprise
- Le fou assassin
- Gens qui pleurent et gens qui rient
- Jeanne d'Arc
- L'Homme orchestre
- L'Illusionniste double et la tête vivante
- Les infortunes d'un explorateur
- Le livre magique
- Le malade hydrophobe
- Les miracles de Brahmane
- Ne bougeons plus
- Nouvelles luttes extravagantes
- Palais étrangers
- Panorama circulaire
- Panorama pris du trottoir roulant Champ de Mars
- Pavillon des armées de terre et de mer
- Porte monumentale (verloren)
- Le prisonnier récalcitrant
- Le repas fantastique
- Le rêve du radjah ou la forêt enchantée
- La Rue des nations (verloren)
- Le savant et le chimpanzé
- Les sept péchés capitaux (verloren)
- Le songe d'or de l'avare
- Le sorcier, le prince et le bon génie
- Spiritisme abracadabrant
- The unexpected bath
- Tom Whisky ou l'illusioniste toqué
- Le tonneau des danaïdes
- Les trois bacchantes
- Un intrus dans la loge des figurantes
- Vengeance du gâte-sauce
- Vieux Paris
- Les visiteurs sur le trottoir roulant
- Vue de remerciements au public
- Vue panoramique prise de la Seine

## 1901
- Le rêve de Noël
- L'Antre des esprits
- Barbe-bleue
- Bouquet d'illusions
- Le chapeau à surprises
- Le charlatan
- Le chevalier démontable et le général Boum
- Chez la sorcière
- Le chimiste repopulateur
- La chirurgie de l'avenir
- La chrysalide et le papillon d'or
- Congrès des nations en Chine
- Dislocation mystérieuse
- L'École infernale
- Excelsior!
- La fontaine sacrée ou la vengeance de Boudha
- Guguste et Belzebuth
- Le diable géant ou le miracle de la madonne
- L'Homme à la tête en caoutchouc
- L'Homme aux cent trucs
- La libellule
- La maison tranquille
- Mésaventures d'un aéronaute
- L'Omnibus des toqués blancs et noirs
- Le petit chaperon rouge
- La phrénologie burlesque
- Les piqueurs de futs
- Le réveil d'un monsieur pressé
- Le temple de la magie
- La tour maudite
- Une mauvaise plaisanterie
- Une noce au village
- Nain et géant

## 1902
- L'Armoire des frères Davenport
- Les aventures de Robinson Crusoé
- Le bataillon élastique
- Catastrophe du ballon 'Le pax'
- La clownesse fantôme
- Le couronnement du roi Édouard VII
- La danseuse microscopique
- La douche du colonel (of Les gaités de la caserne)
- L'Équilibre impossible
- Éruption volcanique à la Martinique
- La femme volante
- L'Homme mouche
- L'Œuf du sorcier ou l'Œuf magique prolifique
- Le pochard et l'inventeur
- La rêve du paria
- The Coronation of Edward VII
- The Eruption of Mt. Pelee
- Les trésors de satan
- Une indigestion
- Le voyage dans la Lune
- Le voyage de Gulliver à Lilliput et chez les géants

## 1903
- L'Auberge du bon repos
- Bob Kick, l'enfant terrible
- La boîte à malice
- Le cake-walk infernal
- Le chaudron infernal
- La corbeille enchantée
- L'Enchanteur Alcofrisbas
- Extraordinary adventures
- Fantaisie Égyptienne
- Faust aux enfers
- Les filles du diable
- La flamme merveilleuse
- La guirlande merveilleuse
- Illusions funambulesques
- Jacques et Jim
- La lanterne magique
- Le mélomane
- Le monstre
- Les Mousquetaires de la reine
- L'Oracle de Delphes
- Le parapluie fantastique
- Le portrait spirituel
- Le puits fantastique
- Le rêve du maître de ballet
- Le revenant
- Le royaume des fées
- Le sorcier
- La statue animée
- Tom Tight et Dum-Dum
- Le tonnerre de Jupiter
- Un malheur n'arrive jamais seul

## 1904
- Les Apaches
- Les apparitions fugitives
- Au clair de la lune ou Pierrot malheureux
- Le barbier de Séville
- Benvenuto Cellini ou une curieuse évasion
- Le bourreau turc
- Le cadre aux surprises
- Les cartes vivantes
- La cascade de feu
- Le coffre enchanté
- Les costumes animés
- La dame fantôme
- Damnation du docteur Faust
- Le dîner impossible
- La fête au père Mathieu
- Le joyeux prophète russe
- Mariage par correspondance
- Match de prestidigitation
- Le merveilleux éventail vivant
- Les mésaventures de monsieur Boit-sans-soif
- La planche du diable
- La providence de Notre-Dame des flots
- Le rêve de l'horloger
- Le roi du maquillage
- Le rosier miraculeux
- La sirène
- Siva l'invisible
- Sorcellerie culinaire
- Le thaumaturge chinois
- Les transmutations imperceptibles
- Un miracle sous l'inquisition
- Un peu de feu s.v.p.
- Une bonne farce avec ma tête
- Une bonne surprise
- Le juif errant
- Le voyage à travers l'impossible

## 1905
- À president-elect Roosevelt
- L'Ange de Noël
- Le baquet de Mesmer
- Le cauchemar du pêcheur
- La chaise à porteur enchantée
- Le chevalier démontable
- Les chevaliers du chloroforme
- Le compositeur toqué
- Les derniers moments d'Anne de Boleyn
- Le diable noir
- La grotte aux surprises
- L'Île de Calypso : Ulysse et le géant polyphème
- La légende de Rip Van Winkle
- Le menuet lilliputien
- Le palais des mille et une nuits
- Le peintre Barbouillard et le tableau diabolique
- Le phénix
- Le raid Paris-Monte Carlo en deux heures
- Le roi des tireurs
- Le système du docteur Souflamort
- Le tripot clandestin
- Un feu d'artifice improvisé
- Une mésaventure de Shylock

## 1906
- Les affiches en goguette
- Alchimiste Parafaragaramus ou la cornue infernale
- L'Anarchie chez guignol
- Les bulles de savon animées
- La cardeuse de matelas
- Le dirigeable fantastique
- Le fantôme d'Alger
- La fée Carabosse ou le poignard fatal
- La galerie sens dessus-dessous
- L'Honneur est satisfait
- L'Hôtel des voyageurs de commerce
- Les incendiaires
- Jack le ramoneur
- Le maestro Do-mi-sol-do
- La magie à travers les âges
- Les quatre cents farces du diable
- Le rastaquouère Rodriguez y Papanagaz
- Une chute de cinq étages

## 1907
- Ali Barbouyou et Ali Bouf à l'huile
- Bernard le bûcheron
- Boulangerie modèle
- Le carton fantastique
- La colle universelle
- La cuisine de l'ogre
- Le délirium tremens
- La douche d'eau bouillante
- L'Éclipse du soleil en pleine lune
- François Ier et Triboulet
- Les fromages automobiles
- Hamlet
- La marche funèbre de Chopin
- Le mariage de Victorine
- La mort de Jules César
- Le nouveau seigneur du village
- La nouvelle peine de mort
- Nuit de carnaval
- Pauvre John ou les aventures d'un buveur de whiskey
- La perle des servantes
- Le placard infernal
- La prophétesse de Thèbes
- Robert Macaire et Bertrand
- Satan en prison
- Seek and Thou Shalt Find
- The Story of Eggs
- Torches humaines
- Le tunnel sous la Manche ou le cauchemar franco-anglais
- 20000 lieues sous les mers

## 1908
- A Tricky Painter's Fate
- L'Acteur en retard
- L'Agent gelé
- Anaïc ou le balafré
- L'Ascension de la rosière
- At the Hotel Mix-Up
- Au pays des jouets
- L'Avare
- Bonne bergère et la méchante princesse
- Buncoed Stage Johnnie
- La civilisation à travers les âges
- Le conseil de pipelet
- Le crime de la rue du Cherche-Midi à quatorze heures
- Le fabricant de diamants
- Le fakir de Singapour
- La fée libellule
- La fête du sonneur
- La fontaine merveilleuse
- French Interpreter Policeman
- Le génie du feu
- Hallucinations pharmaceutiques
- His First Job
- Il y a un dieu pour les ivrognes
- Jugement du garde-champêtre
- Love and Molasses
- Lulli ou le vidon brisé
- Magic of Catchy Songs
- La main secourable
- Mariage de raison et mariage d'amour
- Le mariage de Thomas Poirot
- Moitié de polka
- Mystery of the Garrison
- Not Guilty
- On ne badine pas avec l'amour
- Oriental Black Art
- Photographie électrique à distance
- Pochardiana
- Poupée vivante
- Pour les p'tiots
- Pour l'étoile S.V.P.
- Quiproquo
- Le raid Paris-New York en automobile
- Le rêve d'un fumeur d'opium
- Rivalité d'amour
- Rude Awakening
- Salon de coiffure
- Le serpent de la rue de la lune
- Le tambourin fantastique
- Tartarin de Tarascon
- The Duke's Good Joke
- Les malheurs d'un photographe
- The Woes of Roller Skates
- La toile d'araignée merveilleuse
- Le trait d'union
- Trop vieux!
- Two Crazy Bugs
- Two Talented Vagabonds
- Voyage de noces en ballon
- Wonderful Charm

## 1909
- A Tumultuous Elopement
- Cinderella Up-to-Date
- Don Quichotte
- For Sale: a Baby
- For the Cause of Suffrage
- La Gigue merveilleuse
- Le Locataire diabolique
- Le mousquetaire de la reine
- Mrs. and Mr. Duff
- Le Papillon fantastique
- Seein' Things
- The Count's Wooing
- The Hypnotist's Revenge

## 1910
- Apparitions fantômatiques
- Le conte du vieux talute
- Fin de réveillon
- Guérison de l'obésité en 5 minutes
- L'Homme aux mille inventions
- Hydrothérapie fantastique
- Les illusions fantaisistes
- Les sept barres d'or
- Si j'étais le roi
- Un homme comme il faut
- Le vitrail diabolique

## 1911
- Les Aventures du baron de Münchhausen
- Mexican as It Is Spoken
- Right or Wrong
- The Mission Waif
- The Ranchman's Debt of Honor
- The Stolen Grey
- Tommy's Rocking Horse

## 1912
- Cendrillon ou la Pantoufle mystérieuse
- Le Chevalier des neiges
- À la conquête du pôle
- The Ghost of Sulphur Mountain
- The Prisoner's Story

## 1913
- Le Voyage de la famille Bourrichon (laatste film van Méliès)